# Myelorrhiza jenjiana
Myelorrhiza jenjiana är en lavart som beskrevs av Verdon & Elix. Myelorrhiza jenjiana ingår i släktet Myelorrhiza och familjen Cladoniaceae.   Inga underarter finns listade i Catalogue of Life.